# Фриз, Грегори Ли
Гре́гори Ли Фриз (англ. Gregory Lee Freeze; род. 9 мая 1945, город Дейтон, штат Огайо, США) — американский историк-русист, специалист в области истории Русской церкви. Профессор Брандейского университета (США), профессор кафедры теологии Национального исследовательского ядерного университета «МИФИ» (Россия). Сфера научных интересов: История России, история Русской церкви, социальная история, история повседневности.

## Биография
Грегори Фриз родился 9 мая 1945 года в городе Дейтон (штат Огайо, США).
В 1963—1967 годы — учёба в бакалавриате Университета Де Поля, в 1967—1968 годы — в магистратуре Колумбийского университета. Учёная степень — доктор философии по истории (1972).
С 1972 года работал в Брандейском университете: ассистент профессора (1972—1977), доцент (1977—1983), профессор (с 1983).
С 1972 года — научный сотрудник в Центре Российских исследований Дэвиса в Гарвардском университете.
В 1986—1987 годы — приглашённый профессор в Тюбингенском университете.
В 1989—1990 годы — приглашённый профессор в Калифорнийском университете в Беркли.
В 1991—1992 годы — заместитель заведующего кафедрой восточноевропейской истории в Гейдельбергском университете.
В 1997 году — приглашённый профессор в Гёттингенском университете.
С 2016 года — адъюнкт-профессор кафедры теологии МИФИ.
Член редакционной коллегии журналов «Новая и новейшая история» и «Вестник Санкт-Петербургского университета. Серия 2: История»

## Перечень трудов
- Bibliography of Works by Gregory L. Freese // Church and society in modern Russia: Essays in honor of Gregory L. Freeze. — Harrassowitz Verlag, Wiesbaden, 2015. Edited by de:Manfred Hildermeir and Elize Kimerling Wirtschafter. Pp. 231—238. — ISBN 978-3-447-10414-2 (англ.)

## Основные труды

### Монографии (авторские)
- Gregory L. Freeze. The Russian Levites: Parish Clergy in the Eighteenth Century. Russian Research Center Series. Vol. 78. — Cambridge, Mass.: Harvard University Press, 1977. (англ.)
- Gregory L. Freeze. Parish Clergy in Nineteenth-Century Russia: Crisis, Reform, Counter-Reform. — Princeton: Princeton University Press, 1983. (англ.)
- A Description of the Clergy in Rural Russia. The Memoir of a Nineteenth-Century Parish Priest: I. S. Belliustin / Translated with annotation and an interpretive essay, by Gregory Freeze. — Ithaca: Cornell University Press, 1985. (англ.)

### Сборник статей (авторский)
- Фриз Грегори. Губительное благочестие: Российская церковь и падение империи / Сост., вступит. статья, коммент. П. Г. Рогозного; пер. с англ. А. Глебовской, М. Долбилова. — СПб.: Издательство Европейского университета в Санкт-Петербурге. 2019. — 352 с. — ISBN 978-5-94380-244-7
  - Рецензия на книгу: Тесля Андрей. Российская церковь и православная религиозность конца империи // Regnum, 15.12.2018

### Учебники
- Russia; a History / Ed. Gregory L. Freeze. — Oxford: Oxford University Press, 2000. (англ.)
  - 2nd ed., revised and expanded. 2002. (англ.)
  - 3rd ed., revised and expanded. 2009. (англ.)
- Gregory L. Freeze. História da Rússia. Lisbon, 2017.  (порт.)

### Монографии, сборники статей, каталоги (научное редактирование)
- From Supplication to Revolution: A Documentary Social History of Imperial Russia / Editor and compiler Gregory L. Freeze. — NY: Oxford University Press, 1988.
- Российский государственный архив экономики: Краткий справочник фондов. Т. 2 / Под ред. W. Chase, J. Burds, С. В. Прасловой, А. К. Соколова, Е. А. Тюриной, Г. Фриза. — М.: Благовест, 1994.
- Архивные документы по истории евреев в России в XIX — начале XX вв. / Под ред. Генриха М. Дейча, B. Nathans и Грегори Л. Фриза. — М.: Благовест, 1994.
- «Особая папка» И. В. Сталина. Из материалов Секретариата НКВД-МВД СССР. 1944—1953 гг. Каталог документов / Сост.: Е. Д. Гринько, М. Е. Колесова (отв. сост.), Л. С. Кудрявцева и др. / Под ред. В. А. Козлова, С. В. Мироненко, Г. Фриза. — М.: Благовест, 1994.
- Российский центр хранения и изучения документов новейшей истории: Краткий путеводитель / Под ред. В. П. Козлова, А. Гетти, Г. Фриза. — М.: Изд. Трансакта, 1993.
- Smolitsch Igor. Geschichte der russischen Kirche, Bd. 2. (Forschungen zur Osteuropäischen Geschichte, Bd. 45) / Ed. Gregory L. Freeze. — Wiesbaden: 1991.
- Государственный архив Российской Федерации: Путеводитель. Т. 1: Дореволюционные материалы / Под ред. С. В. Мироненко, Г. Фриза. — М.: Благовест, 1994.
- «Особая папка» В. М. Молотова. Из материалов Секретариата НКВД-МВД СССР 1944—1956 гг. Каталог документов / Сост.: Е. Д. Гринько (отв. сост.), Л. С. Кудрявцева, О. В. Эдельман / Под ред. В. А. Козлова, С. В. Мироненко, Г. Фриза. М.: Благовест, 1995.
- «Особая папка» Н. С. Хрущёва. Из материалов Секретариата НКВД-МВД СССР. Каталог документов / Сост.: С. Г. Гостев, В. П. Козлов (отв. сост.), К. Н. Морозов и др. / Под ред. В. А. Козлова, С. В. Мироненко, Г. Фриза. — М.: Благовест, 1995.
- «Особая папка» Л. П. Берии. Из материалов секретариата НКВД-МВД СССР. 1946—1949 гг. Каталог документов / Сост.: Е. Д. Гринько, Е. А. Данилина, О. К. Локтева (отв. сост.) и др. / Под ред. В. А. Козлова, С. В. Мироненко, Г. Фриза. — М.: Благовест, 1996.
- Nekrich Aleksandr M. Pariahs, Partners, Predators: German-Soviet Relations, 1922—1941 / Ed. Gregory L. Freeze. — New York: Columbia University Press, 1997.
- Russia; a History / Ed. Gregory L. Freeze. — Oxford: Oxford University Press, 1997.
- Beljustin I. S. Kuvaus venäläisestä maalaispapistosta: Seurakuntapapin selonteki 1800-luvulta / Ed. Gregory L. Freeze. Jyväskulä: Ortodoksisten Pappien Liitto ry, 2009.
- Boris N. Mironov. The Standard of Living and Revolutions in Imperial Russia, 1700—1917 / Ed. Gregory L. Freeze. — London: Routledge, 2012. — ISBN 0-415-60854-6

### Избранные статьи
- Gregory L. Freeze. The «Long» Church Council of 1917—1918: Institutional Crisis, Intellectual Capital // Ostkirchliche Studien. 2018. № 67. Рp. 187—211.
- Фриз, Грегори Л. Религиозная политика Российской империи в Прибалтике // Вестник Санкт-Петербургского университета. Серия 2: История. 2017. № 4: С. 777—806.
- Фриз, Грегори Л. Globalization and Orthodoxy in Imperial Russia // Вестник Санкт-Петербургского университета. Серия 2: История. 2017. № 1. С. 4—17.
- Фриз, Грегори Л. Исповеди в советский период: аналитический обзор историографии // Российская история. 2017. № 4. С. 1—24.
- Gregory L. Freeze. Russian Orthodoxy and Politics in the Putin Era // Carnegie Task Force on U.S. Policy toward Russia.
- Gregory L. Freeze. The Russian Orthodox Church: Putin Ally or Independent Force? // Religion and Politics, 10.10.2017
- Gregory L. Freeze. Rediscovering the Orthodox Past: The Microhistorical Approach to Religious Practice in Imperial Russia // Tapestry of Russian Christianity / Под ред. Nicholas Lupinin, Donald Ostrowski, and Jennifer Spock. Columbus: Slavica, 2016. Pp. 435—488.
- Gregory L. Freeze. From Dechristianization to Laicization: State, Church, and Believers in Russia // Canadian Slavonic Papers. 2015. Vol. 57. No 1/2. Pp. 6—34.
- Фриз, Грегори Л. Война и реформы: Русская православная церковь в годы Первой мировой войны, 1914—1917 гг. // Вестник Тверского государственного университета. Серия История. 2015. № 1. С. 90—116.
- Фриз, Грегори Л. Американо-советские обмены в области науки и культуры: влияние на исторические науки // Становление и развитие института американских стажёров в Санкт-Петербурге. СПб., Изд. СПбГУКИ, 2014. С. 241—255.
- Фриз, Грегори Л. Вся власть приходам: возрождение православия в 1920-е годы // Государство и церковь. 2012. № 3-4. С. 86—105.
- Фриз, Грегори Л. Мирские нарративы о священном таинстве: брак и развод в позднеимперской России // Православие: конфессия, институты, религиозность (XVII—XX вв.) / Под ред. Михаила Долбилова и Павла Рогозного. СПб., Европейский университет, 2009. С. 122—175.
- Гетрелл П., Мэйси Д., Фриз Г. Социальная история как метаистория // Миронов Б. Н. Социальная история России периода империи (XVIII — начало XX в.). Генезис личности, демократической семьи, гражданского общества и правового государства. В 2-х тт. — СПб.: Изд. Дмитрий Буланин. 2003. Т. 1. С. II—XII.

### Статьи в энциклопедии
- Gregory L. Freeze. Catholicism // Encyclopedia of Russian History / Ed. J. Millar, 4 vols. — New York: Macmillan. 2004. Vol. 1. Pp. 297—298.
- Gregory L. Freeze. Icons // Encyclopedia of Russian History / Ed. J. Millar, 4 vols. — New York: Macmillan. 2004. Vol. 2. Pp. 649—651.
- Gregory L. Freeze. Prokopovich, Feofan // Encyclopedia of Russian History / Ed. J. Millar, 4 vols. — New York: Macmillan. 2004. Vol. 3. P. 1235.
- Gregory L. Freeze. Religion // Encyclopedia of Russian History / Ed. J. Millar, 4 vols. — New York: Macmillan. 2004. Vol. 3. 1282—1284.
- Gregory L. Freeze. Russian Orthodox Church // Encyclopedia of Russian History / Ed. J. Millar, 4 vols. — New York: Macmillan. 2004. Vol. 3. Pp. 1319-21.
- Gregory L. Freeze. Saints // Encyclopedia of Russian History / Ed. J. Millar, 4 vols. — New York: Macmillan. 2004. Vol. 4. Pp. 1343—1344.
- Gregory L. Freeze. Soslovie (estate) // Encyclopedia of Russian History / Ed. J. Millar, 4 vols. — New York: Macmillan. Vol. 4. Pp. 1430—1432.

## Признание коллег
- Грегори Фриз — «один из наиболее известных и уважаемых специалистов по истории российского православия имперского периода»[4], «крупнейший в мире специалист по истории синодального периода Русской православной церкви»[5].
- К 70-летию Г. Фриза был выпущен сборник статей: Church and society in modern Russia: Essays in honor of Gregory L. Freeze. — Harrassowitz Verlag, Wiesbaden: Edited by Manfred Hildermeir and Elize Kimerling Wirtschafter, 2015. — 240 p. — ISBN 978-3-447-10414-2 (англ.)  (рус.)  (нем.)